# Södra Burktjärnen
Södra Burktjärnen är en sjö i Filipstads kommun i Värmland och ingår i Göta älvs huvudavrinningsområde. Södra Burktjärnen ligger i Brattforsheden Natura 2000-område.